# Протасова, Анна Степановна
Графиня (с 1801) А́нна Степа́новна Прота́сова (1745 — 12 (24) апреля 1826, Санкт-Петербург, Российская империя) — доверенная фрейлина Екатерины II. 
Двоюродная сестра братьев Орловых, была пожалована императрицей Екатериной II сначала в статс-фрейлины, потом, в 1785 — в камер-фрейлины, пользовалась её неограниченным доверием и была с ней неразлучна по самую кончину монархини.

## Биография
Её отец Степан Федорович, действительный статский советник, был в 1760-х годах сенатором московских департаментов; до 1767 года имя его читается в Адрес-календаре; в Спб. Ведомостях 1774 г. (№ 38) напечатано объявление о продаже в Москве загородного дома покойного. Была ещё фрейлина Елисавета Степановна Протасова, вероятно сестра Анны.
Её мать приходилась двоюродной сестрой братьям Орловым, и вскоре после переворота 1762 года по ходатайству Алексея Орлова Протасова была пожалована в статс-фрейлины. С того времени она пользовалась постоянной благосклонностью императрицы, с течением времени став её близкой подругой. C 1779 года сменила в качестве доверенного лица Прасковью Брюс после того, как ту застали в объятиях фаворита императрицы. Слухи приписывают ей роль L'éprouveuse — «дегустатора» потенциальных фаворитов.
Екатерина дала ей прозвище «Королева», которое по словам графини В. Н. Головиной, объясняется якобы тем, что Протасова была «черная, как королева островов Таити». Сегюр пишет: «Екатерина, будучи много раз обманута легкомыслием и завистливостью некоторых знатных дам, которых она удостоивала своего доверия, принимала в свой тесный круг только г-жу Протасову, которой был поручен надзор за фрейлинами». Также Протасовой поручено было воспитание некоей девицы Алексеевой, слывшей за дочь Государыни и Григория Орлова (неясно, Елизаветы или Наталии, см. Дети Екатерины II).

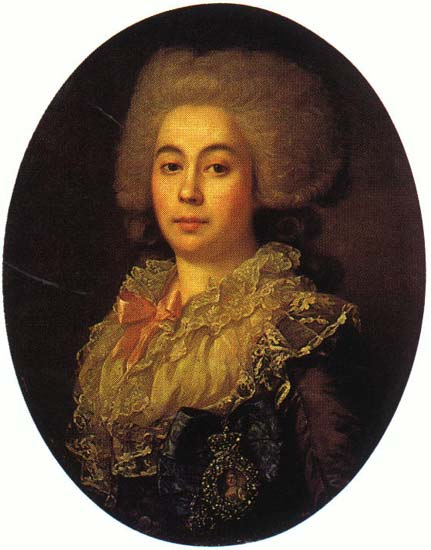
Протасова в напудренном парике на портрете работы Вуаля, 1787

Головина пишет о ней: «Г-жа Протасова, безобразная и чёрная, как королева островов Таити, постоянно жила при дворе. Она была родственницей князя Орлова (мать Анны Степановны Протасовой была двоюродной сестрой князя и графов Орловых.) и, благодаря его благосклонности, была пристроена ко двору. Когда она достигла более чем зрелого возраста и не составила себе партии, её величество подарила ей свой портрет и пожаловала в камер-фрейлины. Она принадлежала к интимному кружку государыни не потому, чтобы она была другом императрицы или обладала высокими качествами, а потому, что была бедна и ворчлива. В ней развито было, однако, чувство благодарности. Императрица, сжалившись над её бедностью, пожелала поддержать её своим покровительством: она разрешила ей вызвать к себе своих племянниц и заняться их образованием».

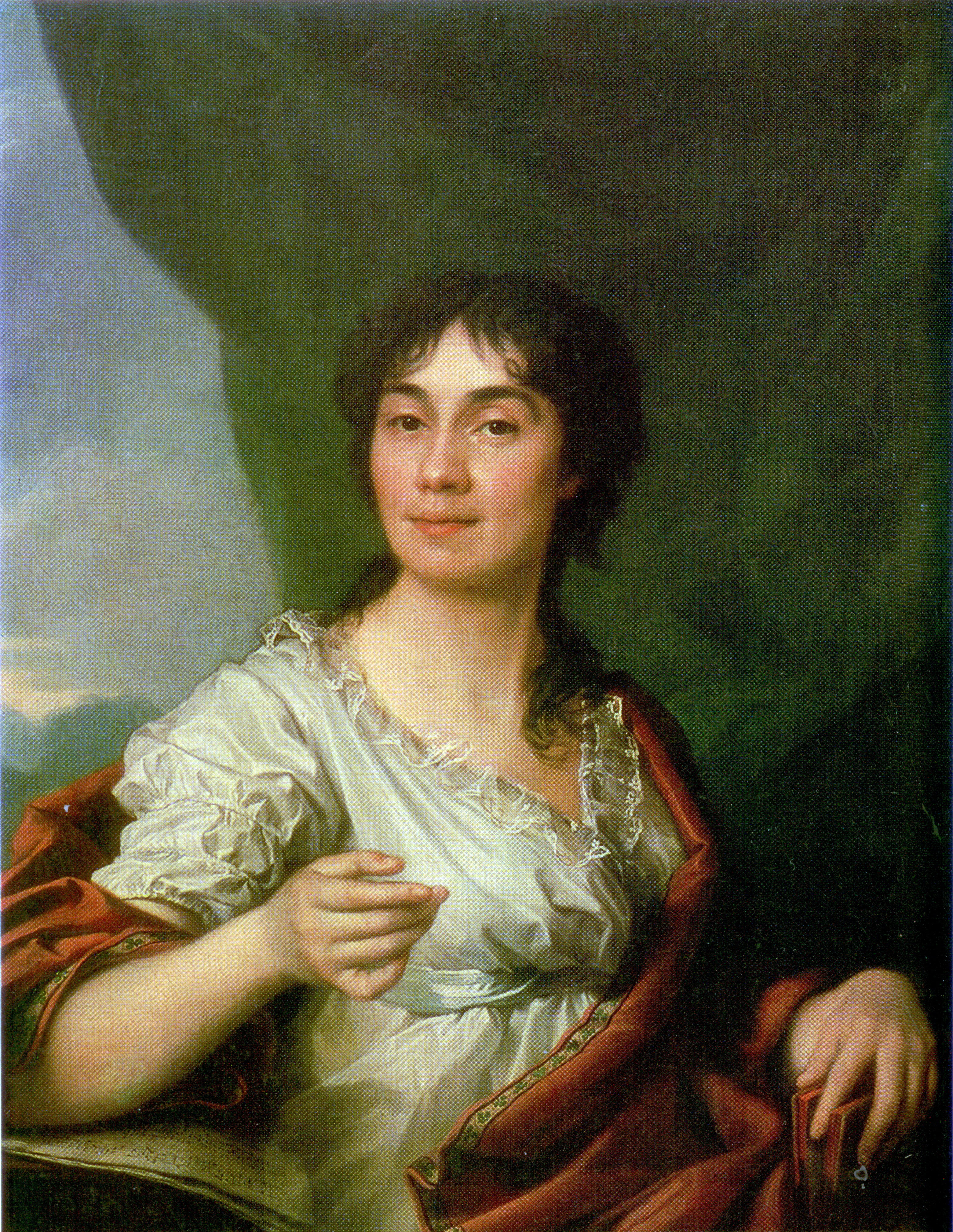
Самый натуралистичный из портретов Протасовой, тем не менее показывает её внешность достаточно благообразно

Барон Врангель рассказывает о ней: «умершая в глубокой старости, Протасова так и не вышла замуж, хотя Императрица неоднократно хотела устроить брак Протасовой с графом Аркадием Морковым. Этому однако препятствовала некрасивая наружность Протасовой, о которой один из современников её пишет: Mademoiselle Protassoff etait d’une laideur repoussante, grosse, noire, ayant considerablement de barbe et une prestance tres ridicule par ses grands airs (Мадемуазель Протасова была отталкивающе-безобразна, черна, бородата и весьма смешила величественностью вида своего). He отличавшийся красотой граф Морков отказался от этого брака, сказав: „Она дурна, я дурен, что же мы с нею будем только безобразить род людской“.».
Корберон пишет 4 июня 1777 года: «Несчастная Протасова, фрейлина Государыни, говорят, сошла с ума; действительно, она в мрачном настроении, напоминающем сумасшествие. Есть люди, думающие, что это от зависти и любви к князю Орлову, который женится на её двоюродной сестре Зиновьевой».
В марте 1784 года ей пожаловали звание камер-фрейлины и драгоценный портрет. Неоднократно сопровождала её в путешествиях (1785 — Вышний Волочек; 1787 — Крым, где ехала с ней в одной карете). Находилась при Екатерине до самой смерти последней.

### После смерти Екатерины
Новый император Павел I отнесся к ней благоволительно: она сохранила своё положение. В день коронации (5 апреля 1797) Павел пожаловал ей орден св. Екатерины 2-го класса (меньшего креста). Император Александр I в день своей коронации (15 сентября 1801) возвел её в графское достоинство, которое, по её просьбе, было распространено на ею воспитанных племянниц: «возведена в графское Российской империи достоинство», а через два дня «снисходя на прошение камер-фрейлины графини Анны Протасовой, пожалованное ей от нас графское достоинство Всемилостивейше распространяем и на родных её племянниц, дочерей покойного генерал-поручика Петра Протасова, фрейлин: Варвару, Веру и Анну…». (Одновременно с ней графское достоинство получила её родня, вдова сенатора Александра Яковлевича Протасова (1742—1799) Варвара Алексеевна и её дети).
В 1803 году приобрела село Орлино в Царскосельском уезде (ныне в Гатчинском районе) и заложила там каменный Спасо-Преображенский храм в присутствии императрицы Елизаветы Алексеевны.
До 1823 года числилась в звании камер-фрейлины государынь-императриц, затем значится в отпуску, возможно, потому что под конец жизни она ослепла.
Скончалась 12 апреля 1826 года в Санкт-Петербурге, погребена в св. Духовской церкви Александро-Невской лавры, надгробие утрачено.

### Племянницы

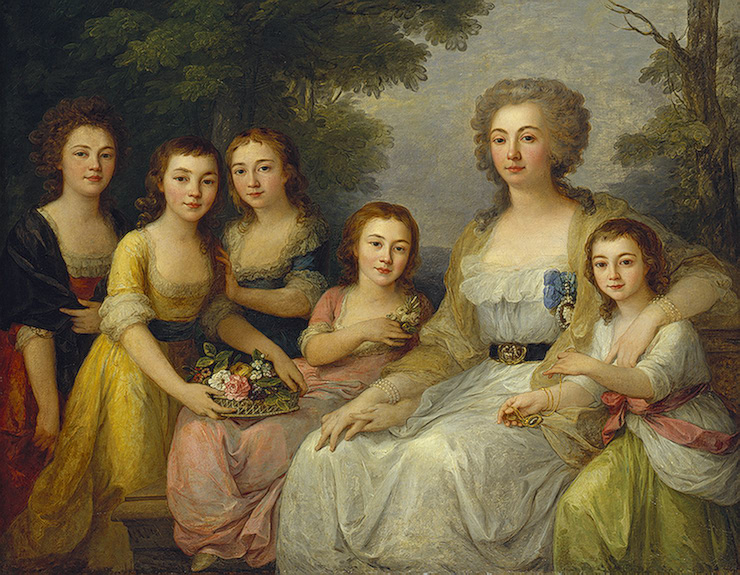
Ангелика Кауфман. «Портрет графини А. С. Протасовой с племянницами». 1788 год. Эрмитаж

5 сирот, дочерей её брата, калужского губернатора Петра Степановича Протасова (1730—1794) жили вместе со своей теткой во дворце, были назначены фрейлинами. Она дала своим племянницам блестящее по тогдашним понятиям образование, причем главное внимание обращено было на иностранные языки, не исключая латинского и греческого, в ущерб русскому, которому их не обучали, равно как и отечественной истории и религии. По её просьбе те, кто не был замужем к моменту коронации Александра I, получили графское достоинство.
1. Александра Петровна (1774—1842), в замужестве за князем Алексеем Андреевичем Голицыным
2. Екатерина Петровна (1776—1859), в замужестве за графом Фёдором Ростопчиным, и Ростопчин при жизни Екатерины весьма пользовался покровительством тетушки.
3. Анна Петровна (1778 или 1782[13]—29.11.1860[14]), фрейлина, замужем (с 13.11.1810) за графом Варфоломеем Васильевичем Толстым.
4. Вера Петровна (1780?— 1814), в замужестве за Иларионом Васильевичем Васильчиковым, впоследствии князем
5. Варвара Петровна (1788—1852), умершая в девицах

Все вместе они запечатлены на портрете работы австрийский художницы Ангелики Кауфман, находящемся в собрании Государственного Эрмитажа.

## В литературе
- Державин в 1789 году написал стихи по случаю посещения её императрицей («Кантата»).
- Упоминается как l'éprouveuse в поэмах Байрона.
- Анатолий Томилин-Бразоль. Роман «В тени горностаевой мантии» из серии «Интимная жизнь монархов», 2004. Посвящён обязанностям Протасовой проверять потенциальных фаворитов Екатерины, прежде чем они попадут к императрице.